# ワラハル・ジャティルフル線
KAIコミューター・ジャティルフル・ワラハル線（インドネシア語: Commuter Line Jatiluhur dan Walahar）は、PT KAI(インドネシア鉄道会社)の子会社、KAIコミューターバンドン地域事業部が運行する中距離列車で、西ジャワ州ブカシ県のチカラン駅から西ジャワ州プルワカルタ県プルワカルタを結ぶ路線である。

## 概要
チカラン線を利用すればジャカルタ中心部へ、ガルト線を利用してバンドン大都市圏のガルトまで接続する。「Gapeka 2025」ダイヤ改正によれば、1日7便のみの運行である。ナンバリング薄い灰色でLW(ワラハル線)と濃い灰色でLJ(ジャティルフル線)である。
2021年1月1日以前は、プルワカルタからタンジュンプリウクまでの結んでいたが、チカランまで運行区間が短縮された。2022年4月1日より、ワラハル・ジャティルフル線の運行がPT KAIからKAIコミューターへ移管された。  2023年6月1日より、ダイヤ改正の実施に合わせて、普通列車からKAIコミューター・ジャティルフル・ワラハル線へに名称が変更された。

### 歴史(ワラハルエクスプレス)
以前は、「プルワカルタ・ローカル」及び「プルワカルタ・パタス」と呼ばれるジャカルタ・コタとプルワカルタを結ぶ長距離列車があり、1970年代初頭に国営鉄道会社 (PJKA) によって初めて運行された。当初、ディーゼル機関車を使用されたが、その後ディーゼル電気式機関車に置き換えられた。 2017年に、この列車はワラハル・エクスプレスとチカンペック・エクスプレスへに名称変更された。ただし、「Gapeka 2019」ダイヤ改正以降、ワラハル・エクスプレスへ統合された。
ワラハルの由来は、西ジャワ州カラワン郡クラリ郡ワラハールにあるワラハルダムから来ている。 

### 歴史(ジャティルフルエクスプレス)
チカンペックからジャカルタ・コタを結んでおり、チカンペックローカル列車と呼ばれた。 2017年にジャティルフルエクスプレスに名称変更され、ジョグジャカルタ線の開業により、ジャカルタコタ駅からタンジュンプリウク駅まで短縮された。今現在ではさらにプルワカルタ駅まで短縮され、運行区間がワラハルエクスプレスと統合された。
ジャティルフルの由来は、西ジャワ州プルワカルタのジャティルフルにある貯水池の名前からである。

## 料金
2021年1月1日より、KAIコミューターバンドン地域事業部は 列車運賃を以下の価格に設定しました。
- 4,000 ルピア（ワラーハル線の運賃)
- 3,000 ルピア（ジャティルフル線の運賃）

チケット予約は、  Access by KAI アプリケーションから行うことが可能である。

## 駅一覧
| 駅番号        | 駅名                     | 乗り換え                                                              | 地域           | 地域       |
| ------------- | ------------------------ | --------------------------------------------------------------------- | -------------- | ---------- |
| LW 01 C 26    | チカラン駅 Cikarang      | - KAI線 - チカラン線                                                  | ブカシ県       | 西ジャワ州 |
| LW 02         | レマハバン Lemahabang    |                                                                       | ブカシ県       | 西ジャワ州 |
| LW 03         | ケドゥンゲデ Kedunggedeh |                                                                       | ブカシ県       | 西ジャワ州 |
| LW 04         | カワラン Karawang        | KAI線                                                                 | カラワン県     | 西ジャワ州 |
| LW 05         | カラリ Klari             |                                                                       | カラワン県     | 西ジャワ州 |
| LW 06         | コサンビ Kosambi         |                                                                       | カラワン県     | 西ジャワ州 |
| LW 07         | ダウアン Dawuan          |                                                                       | カラワン県     | 西ジャワ州 |
| LW 08         | チカンベック Cikampek    | KAI線                                                                 | カラワン県     | 西ジャワ州 |
| LW 09         | チグングル Cibungur      |                                                                       | プルワカルタ県 | 西ジャワ州 |
| LW 10 C01 B01 | プルワカルタ Purwakarta  | - KAI線 - KAIコミューター バンドン・ラヤ線 - KAIコミューター ガルト線 | プルワカルタ県 | 西ジャワ州 |

## 事故
2017年6月13日、ワラハルエクスプレス（当時）が セネンにある中央ジャカルタのパサールガプロク踏切でピックアップトラックに衝突し、トラックが炎上した。この結果、車両の乗客2名が死亡し、1両が炎上した。 
2024年9月15日、ワラハル線の最後尾車両が西ジャワ州プルワカルタ市サダンの踏切を通過後に脱線した。この事故で死者は出なかったが、脱線により一時プルワカルタからチブングルでは単線での通行となった。